# Samuel Beckett
Samuel Barclay Beckett, (Dublin, 13. travnja 1906. – Pariz, 22. prosinca 1989.), dramatičar i romanopisac irskog podrijetla. Od 1938. godine živi u Parizu te nakon rata počinje i pisati na francuskom.
Prijateljevao je s Jamesom Joyceom, kojemu je bio i osobni tajnik. 1969. godine dobio je Nobelovu nagradu za književnost. Beckett je jedan od glavnih predstavnika teatra apsurda. 

## Drame
Beckett je najslavniji po drami U očekivanju Godota, koju je kritičar Vivian Mercier opisao glasovitim riječima: "drama u kojoj se dvaput ništa ne događa". Dramatičar pomoću smiješnih i izgubljenih likova prikazuje temeljni besmisao i besciljnost života, što se lijepo poklopilo s tadašnjim usponom filozofske škole egzistencijalizma. Poput mnogih djela nakon 1947., napisao ju je na francuskom (En attendant Godot). Drama je nastala između listopada 1948. i siječnja 1949., objavljena je 1952., a premijerno izvedena 1953. Doživjela je uspjeh kod kritike i publike, te potakla kontroverze. I danas se izvodi vrlo često po cijelom svijetu.

## Romani
Krajem 1940-ih i početkom 1950-ih Beckett je na francuskom napisao svoje najpoznatije romane, koji se često unatoč njegovu izričitom protivljenju nazivaju "trilogijom": Molloy (napisano 1947., objavljeno 1951.), Malone umire (napisano 1948., objavljeno 1951.) i Bezimeni (1953.). 
Kroz ta tri romana čitatelj može pratiti razvitak Beckettova zrela stila i tema. Molloy ima više osobina konvencionalnog romana: vrijeme, mjesto, zbivanje i radnju. Malone umire uglavnom se rješava zbivanja i radnje, ali ostaju naznake mjesta i vremena. "Radnja" knjige ima oblik unutarnjeg monologa. Napokon, u Bezimenome nestaje i osjećaj mjesta i vremena. Osnovna je tema tog romana sukob između želje glasa da nastavi govoriti i time nastavi postojati, te gotovo jednako jake želje za tišinom i ništavilom. 

## Značajke djela
Zaokupljen problemom ljudske egzistencije i otuđenosti modernog života, Beckett u svim svojim djelima daje krajnje pesimističnu viziju svijeta i prikazuje život kao igru viših sila u kojoj je čovjek svedan na fiziološko i duhovno vegetiranje, na besmisleno "trajanje" ispunjeno patnjama i uzaludnim iščekivanjem spasa. 
Da bi prikazao apsurdnost takva života i čovjekovu bespomoćnost, Beckett napušta tradicionalnu romanesknu fabulu i uobičajeni dramski zaplet te ih zamjenjuje nizom scena koje se ponavljaju s malim varijantama, a likove svodi na grotskne i stravične marionete (kljasti, nijemi, slijepi, gluhi, itd.), koje se pomiču po nekom besmislenom ritmu unutar svog ograničenog životnog kruga (ulica, raskršće, soba) ili su čak i u tom kretanju onemogućene (smještene u kante za smeće ili zatrpane u pijesku). 
Izraz je prilagođen tim apsurdnim situacijama i sugerira ih besmislenim ponavljanjem više-manje istih dijeloga ili dugim unutarnjim monolozima, u kojima je jezik oslobođen uobičajene gramatičke strukture.
S druge strane, iako su Beckettova djela - kako romani, tako i drame - u osnovi pesimistična, uvijek su prožeta blagim humorom i simpatijama prema likovima.

## Popis djela

### Drame
- Eleutheria (1940-e/objavljena 1995.)
- U očekivanju Godota (1952.)
- Svi koji padaju (1956.)
- Djela bez riječi I. (1956.)
- Djela bez riječi II. (1956.)
- Kraj igre (1957.)
- Krappova zadnja snimka (1958.)
- Ugrubo za kazalište I. (kraj 1950-ih)
- Ugrubo za kazalište II. (kraj 1950-ih)
- Žeravica (1959.)
- Sretni dani (1960.)
- Ugrubo za radio I. (1961.)
- Ugrubo za radio II. (1961.)
- Riječi i glazba (1961.)
- Cascando (1962.)
- Drama (1963.)
- Film (film, 1963.)
- Idi mi, dođi mi (1965.)
- Eh Joe (1965.)
- Dah (1969.)
- Ne ja (1972.)
- Onaj put (1975.)
- Zvuk koraka (1975.)
- Trio duhova (1975.)
- ...ali oblaci... (1976.)
- Komad monologa (1980.)
- Rockaby (1981.)
- Improvizacija Ohio (1981.)
- Quad (1982.)
- Katastrofa (1982.)
- Nacht und Träume (1982.)
- Što gdje (1983.)

### Proza
- Proust (1931.)
- Sanjati o lijepim i prosječnim ženama (1932./objavljeno 1992.)
- Više bocka nego udara (1934.)
- Murphy (1938.)
- Mercier i Camier (1946./objavljeno 1974.)
- Molloy (1951.)
- Malone umire (1951.)
- Bezimeni (1953.)
- Watt (1953.)
- Priče i tekstovi nizašto (1954.)
- Bram van Velde (suradnja: Georges Duthuit i Jacques Putnam)(1958.)
- Kako je to (1961.)
- Izgubljeni (1971.)
- Prva ljubav (1973.)
- Šištanje (1976.)
- Društvo (1979.)
- Loše viđeno, loše rečeno (1981.)
- Disjecta (1983.)
- Worstward Ho (1984.)
- Nepomično micanje (1988.)

### Pjesme
- Whoroscope (1930.)
- Echo's Bones and other Precipitates (1935.)
- Collected Poems in English (1961.)
- Collected Poems in English and French (1977.)
- What is the Word (1989.)